# Kolchidská nížina

Mapa Gruzie s Kolchidskou nížinou vyznačenou zelenou barvou na západní straně při pobřeží Černého moře.

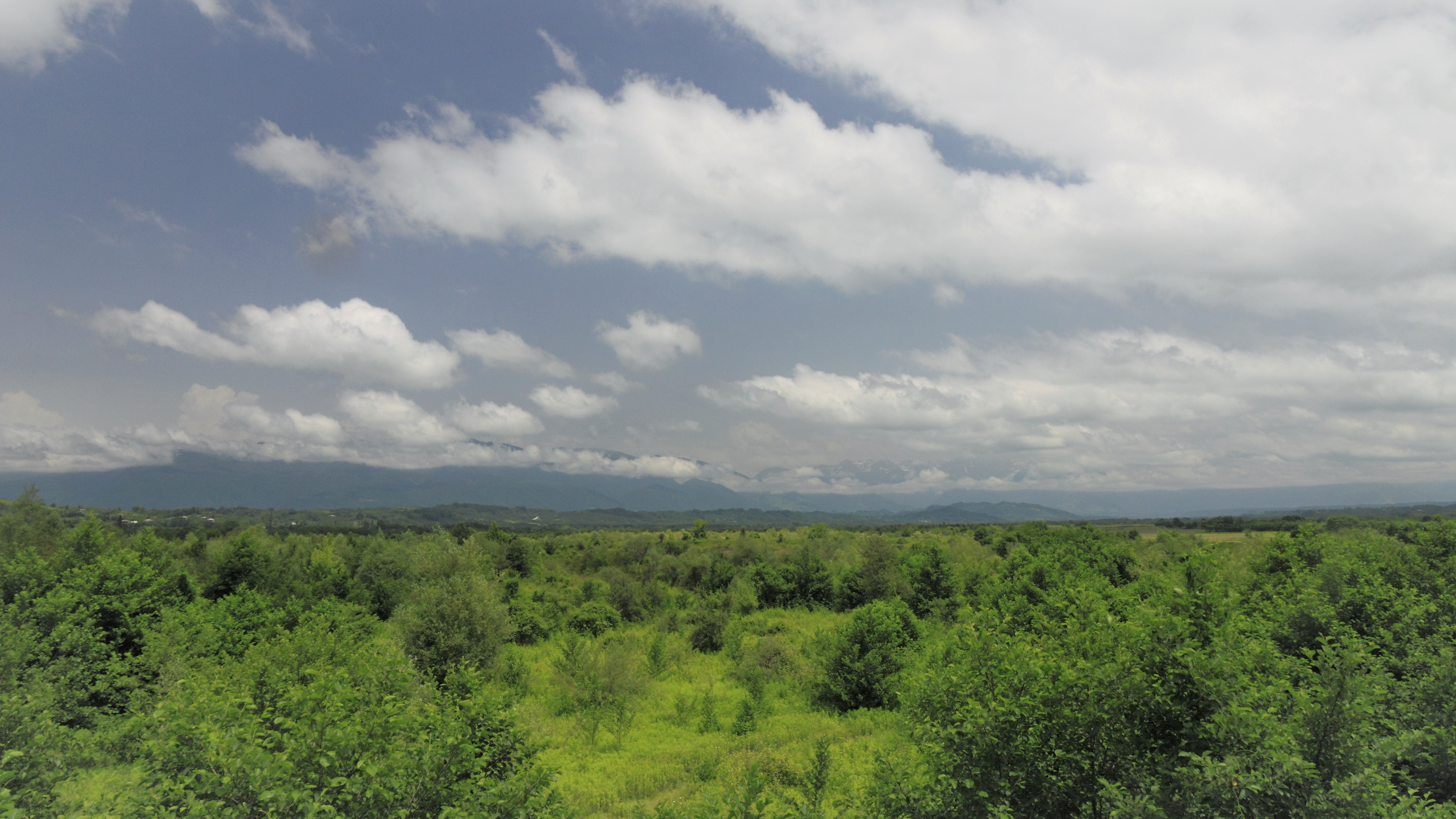
Pohled na Kavkaz z mostu na řece Inguri.

Kolchidská nížina (gruzínsky კოლხეთის დაბლობი, rusky Колхидская низменность) je aluviální nížina, která se nachází na západním okraji Gruzie, přibližně v trojúhelníku vymezeném městy Zestaponi, Poti a Očamčyra. Úrodnou nížinou protéká řada řek, z nichž největší je Rioni. Všechny se vlévají buď do ní, nebo do Černého moře. Svůj název má podle starořecké Kolchidy, která se v jejím místě nacházela.

## Vymezení
Na pobřeží Černého moře bývá obvykle vymezena městy Suchumi (na severu) a Kobuleti (na jihu). Její šířka ze západu na východ činí zhruba 120 km. Nadmořská výška se pohybuje od nuly na západním okraji nížiny až po 150 výškových metrů na východním okraji.

## Klimatické poměry a popis
Klima má subtropické, zimy mírné a léta teplá a deštivá s průměrným ročním úhrnem srážek 1500 mm. Průměrná roční teplota se zde pohybuje mezi 4,5–6 °C v lednu a 23–24 °C v srpnu. V létě bývají velmi časté srážky a vysoká míra oblačnosti. Vanou většinou západní větry; oblačnost i velké množství srážek jsou dané tím, že voda odpařená z Černého moře vytváří mraky a déšť z nich padá v pohoří Kavkaz, odkud voda teče zpět do moře. Řada horských bystřin se postupně mění v nížinné, pomalé a značně meandrující řeky, kromě Rioni jsou to např. i Inguri, Kodori a Hobi. Často zde dochází k záplavám. 
Blízko pobřeží se nacházejí četná jezera vzniklá oddělením původních mořských zálivů; největší z nich se jmenuje jezero Paliastomi. Část nížiny tvoří deštné lesy mírného pásu, lužní lesy, rašeliniště a bažiny. Tyto neprostupné oblasti jsou chráněné jako Kolchidský národní park, jehož nejcennější zóny jsou od července 2021 součástí světového přírodního dědictví UNESCO pod názvem „Kolchidské deštné lesy a mokřady“. 
Mezi větší města v této nížině patří Zugdidi, Poti a Kutaisi, k menším potom Anaklia, Senaki, Samtredia, Zestaponi, Abaša a další. Nížinou vede značné množství silničních i železničních tras a nechybí zde ani mezinárodní letiště.

## Hospodářské využití
Kolchidská nížina je nejúrodnější částí Gruzie, nejrozšířenější plodinou, která se zde pěstuje, je kukuřice. V některých částech nížiny se těží ropa a zemní plyn. Jsou zde i častá naleziště minerálních vod, např. v okolí města Tskaltubo. Během existence Sovětského svazu byly některé místní močály vysušeny a přeměněny na zemědělskou půdu, důraz byl kladen také na pěstování subtropických plodin a čajů.